# پوکاپارینا
پوکاپارینا (به اسپانیایی: Pucaparina) یک کوه در پرو است که در Peru, Puno Region واقع شده‌است. پوکاپارینا ۴٬۸۰۰ متر بالاتر از سطح دریا واقع شده‌است.